# Ingalls (Kansas)
Pour les articles homonymes, voir Ingalls.
Ingalls est une ville américaine située dans le comté de Gray, au Kansas. Selon le recensement de 2020, sa population est de 252 habitants.

## Toponymie
Le nom Ingalls vient de John James Ingalls (en), sénateur républicain du Kansas de 1873 à 1891.
Entre 1887 et 1888 le village était connu sous le nom de Soule.